# Leonardo Nogueira
Leonardo Nogueira (Rio de Janeiro, 31 de outubro de 1978) é um diretor brasileiro.
Iniciou a carreira em 1998, sendo assistente de direção na novela Torre de Babel, quando ainda cursava publicidade. Em 2001, começou a oficina de direção na Rede Globo. Dois anos depois, foi assistente de direção da novela das oito Mulheres Apaixonadas, de Manoel Carlos, com direção geral e de núcleo de Ricardo Waddington, com quem manteve parceria também em Cabocla, ainda como assistente de direção, nas temporadas de 2006 e 2007 de Malhação, nessas já na equipe de direção, e na temporada de 2010 da série, assinando sua primeira direção-geral.
Junto com Fred Mayrink, Luciano Sabino, Roberto Carminatti, Marcelo Travesso e Marcos Schechtman, integrou a equipe de direção da novela das oito Caminho das Índias, de Glória Perez, que conquistou o Prêmio Emmy Internacional de melhor telenovela.
Em 2014, assina a sua primeira direção geral de uma novela das nove, Em Família, que deve ser a última do autor Manoel Carlos.
Vive junto desde 2009 com a atriz Giovanna Antonelli. Eles se conheceram durante os trabalhos da novela Viver a Vida. Antes de conhecê-la, morava com a atriz Monique Alfradique. Leonardo e Giovanna têm duas filhas, as gêmeas Antônia e Sofia, que nasceram em 8 de outubro de 2010.

## Carreira
| Ano  | Trabalho                       | Emissora  | Escalação                 |
| ---- | ------------------------------ | --------- | ------------------------- |
| 1998 | Torre de Babel                 | TV Globo  | Assistente de direção     |
| 2003 | Mulheres Apaixonadas           | TV Globo  | Assistente de direção     |
| 2004 | Cabocla                        | TV Globo  | Assistente de direção     |
| 2005 | América                        | TV Globo  | Assistente de direção     |
| 2006 | Malhação                       | TV Globo  | Direção                   |
| 2007 | Malhação                       | TV Globo  | Direção                   |
| 2008 | Malhação                       | TV Globo  | Direção                   |
| 2008 | Casos e Acasos                 | TV Globo  | Direção                   |
| 2009 | Viver a Vida                   | TV Globo  | Direção                   |
| 2010 | Malhação                       | TV Globo  | Direção geral             |
| 2011 | A Vida da Gente                | TV Globo  | Direção                   |
| 2013 | Flor do Caribe                 | TV Globo  | Direção geral             |
| 2014 | Em Família                     | TV Globo  | Direção geral             |
| 2015 | Malhação: Seu Lugar no Mundo   | TV Globo  | Direção geral e Artística |
| 2016 | Malhação: Pro Dia Nascer Feliz | TV Globo  | Direção geral e Artística |
| 2016 | Sol Nascente                   | TV Globo  | Direção geral e Artística |
| 2018 | O Tempo Não Para               | TV Globo  | Direção artística         |
| 2021 | Filhas de Eva                  | Globoplay | Direção artística         |
| 2023 | Fuzuê                          | TV Globo  | Direção artística         |